# Episodi di Gomorra - La serie (terza stagione)
La terza stagione della serie televisiva Gomorra - La serie è stata trasmessa dalla pay tv satellitare Sky sui canali Sky Atlantic e Sky Cinema 1 dal 17 novembre al 22 dicembre 2017, con due episodi settimanali. In chiaro viene trasmessa su TV8 dal 7 settembre al 12 ottobre 2020.
Durante questa stagione Arturo Muselli (Enzo Villa), Andrea Di Maria (Elia Capaccio), Carlo Caracciolo (Ferdinando Capaccio) e Loris De Luna (Valerio Misano) vengono promossi per il cast principale.
| nº | Titolo                | Prima TV pay     | Prima TV free     |
| -- | --------------------- | ---------------- | ----------------- |
| 1  | Viva il Re!           | 17 novembre 2017 | 7 settembre 2020  |
| 2  | Hasta la muerte       | 17 novembre 2017 | 7 settembre 2020  |
| 3  | Inferno               | 24 novembre 2017 | 14 settembre 2020 |
| 4  | Il filo e la Moira    | 24 novembre 2017 | 14 settembre 2020 |
| 5  | Sangue Blu            | 1º dicembre 2017 | 21 settembre 2020 |
| 6  | Come nascere          | 1º dicembre 2017 | 21 settembre 2020 |
| 7  | Sangue del mio sangue | 8 dicembre 2017  | 28 settembre 2020 |
| 8  | Guerra aperta         | 8 dicembre 2017  | 28 settembre 2020 |
| 9  | Giuda!                | 15 dicembre 2017 | 5 ottobre 2020    |
| 10 | La creatura           | 15 dicembre 2017 | 5 ottobre 2020    |
| 11 | Fede                  | 22 dicembre 2017 | 12 ottobre 2020   |
| 12 | Per sempre            | 22 dicembre 2017 | 12 ottobre 2020   |

## Viva il Re!
- Diretto da: Claudio Cupellini

### Trama
Il cadavere di Don Pietro viene portato in una cella frigorifera di un macello. Genny, in ospedale dopo la nascita del figlio, risponde al telefono a Ciro, che gli comunica di aver portato a termine l'uccisione del boss. Malammore con i suoi uomini inizia la ricerca ossessiva di Ciro, volendo vendicare subito la morte di Don Pietro. Ma il gruppo di Ciro si è sciolto e i suoi fedeli ’o Pitbull e Lello sono già scappati; solo Fernando è ancora a Napoli, nascosto a casa della sorella. Dopo esser stato catturato, confessa di doversi incontrare con l'Immortale per consegnargli un passaporto.
Malammore è poi costretto a rivelare il fatto alla nipote Patrizia. Genny si reca a Scampia dove finge di essere estraneo ad ogni avvenimento. Si fa dare la notizia da Malammore, e giura vendetta verso Ciro. Il funerale di Don Pietro viene celebrato tra le vele di Scampia, dove sulla facciata esterna di un condominio popolare è stato dipinto il volto del boss.
La mattina dopo Genny, Malammore e il suo braccio destro ’a Lince si recano al nascondiglio di Ciro. Ciò si rivela una trappola di Genny, dove Malammore viene ucciso da Ciro.
Genny accompagna Ciro in aeroporto. Ciro vuole recarsi all'estero per espiare la sua colpa nella morte dell'amata figlioletta Maria Rita.
Gennaro ha un incontro con i boss della camorra del centro di Napoli: Don Aniello e i suoi anziani compari boss: ’o Sciarmant, ’o Stregone, ’o Crezi e ’o Diplomato, quest'ultimi nipoti di Don Aniello. I boss decidono come affrontare la gestione del potere a Scampia e Secondigliano dopo l'improvvisa scomparsa di Don Pietro.
Gennaro ritorna a Roma, dove va a vivere insieme ad Azzurra e al piccolo Pietro in una villa e dove confessa alla moglie il tradimento perpetrato nei confronti del padre al fine di proteggere la sua nuova famiglia.

## Hasta la muerte
- Diretto da: Claudio Cupellini

### Trama
Un anno dopo, Genny incontra il suo nuovo contabile Gegè, un ragazzo di Secondigliano che ha studiato in Inghilterra, e gli chiede di prelevare tutti i soldi disponibili e di andare a fare un lavoro insieme a Joaquin, il narcotrafficante honduregno conosciuto in Sudamerica, che nel frattempo arriva in Italia. Joaquin in Honduras è in guerra con una gang rivale che ha ucciso molti uomini del suo cartello e due dei suoi rivali si trovano anche loro nella capitale per chiudere un accordo con una cosca calabrese. Gennaro, avendo contatti con la 'ndrangheta, convince i calabresi ad un accordo con Joaquin nell'uccidere i narcotrafficanti suoi rivali in cambio di un notevole sconto sulla vendita della cocaina. I narcotrafficanti rivali arrivano ad un supermercato e lì vengono uccisi, fatti a pezzi e chiusi in due valigie da Genny e Joaquin, mentre Gegè, sconvolto, li aiuta a pulire e a far sparire i cadaveri. Alla fine della nottata Gegè torna a casa e incontra il suo fidanzato.
Intanto, a Secondigliano, Scianel chiede a Patrizia tramite il suo emissario Domenico di trovare Marinella e di convincerla con del denaro a non testimoniare contro di lei al processo; Patrizia chiede consiglio a Genny che le dice di accettare tale commissione, e di seguito la effettua andando a Latina dove Marinella lavora in un centro estetico sotto il falso nome di Irene.
Patrizia dice a Marinella che le conviene accettare la proposta di Scianel, poiché come è riuscita a trovarla lei potrebbe farlo un emissario di Scianel allo scopo di ucciderla se lei si dovesse rifiutare. Le consegna quindi la metà dei soldi, accordandosi per darle il restante denaro a ritrattazione avvenuta.
Nel frattempo Don Giuseppe, suocero di Genny, esce dalla prigione e viene mandato agli arresti domiciliari; qui Genny e Gegè gli riferiscono che in sua assenza i capitali e i guadagni sono aumentati grazie a società intestate a prestanomi di cui egli è proprietario in maniera totale o parziale. Il padre di Azzurra però non si fida e prima minaccia il fidanzato di Gegè, poi lo stesso Gegè, cui estorce la rivelazione che Genny lo sta raggirando: ha creato una società fantasma a nome suo e, rompendo l'accordo pattuito con le altre famiglie napoletane, sta attendendo un carico di cocaina non destinato né a Roma né a Napoli.

## Inferno
- Diretto da: Claudio Cupellini

### Trama
Ciro Di Marzio vive da un anno in Bulgaria, dove opera come uomo dell'armata di un boss di Sofia, Valentin. Ciro si occupa di guidare i camion che trasportano droga ed emigranti clandestini. Una sera Ciro si mette contro Mladen, il figlio di Valentin, sostenendo che tutti gli immigrati hanno pagato la giusta quota per il trasporto. Il figlio del boss ha uno scontro con Ciro, e decide infine di far sparire uno dei malcapitati che era morto durante il viaggio all'interno di una colata di acciaio fuso.
Valentin, nonostante la stima nutrita per Ciro, gli intima di non mettersi contro Mladen. A Ciro viene assegnato un compito importante: recarsi presso le case popolari e liberarle dagli abitanti che non hanno pagato il pizzo. Giungono a Sofia delle ragazze albanesi che, come prostitute, vengono alloggiate all'interno degli appartamenti appena liberati. Una di queste diventa la concubina di Mladen, che telefona a Ciro incaricandolo di condurre una trattativa con dei camorristi napoletani.
Nella discoteca dove Mladen ha il suo punto di ritrovo, Ciro ha modo di incontrare il capo di quei napoletani: il giovane Enzo detto Sangue Blu, nipote del boss ’o Santo. Dopo che il gruppo ha pagato la spogliarellista Tatiana, Ciro la segue e le intima di mostrargli il denaro poc'anzi ricevuto: scopre così che si tratta di denaro falso, ed informa Mladen, che però reagisce malamente, confessandogli di detestarlo e umiliandolo davanti agli altri suoi scagnozzi.
Ciro esce allo scoperto con Enzo e lo costringe a confessare che Mladen, per incastrare ed eliminare Ciro, aveva concordato con Enzo un piano, che prevedeva la vendita di droga ai napoletani in cambio di denaro falso: Ciro, in quanto mediatore dell'affare, sarebbe passato per corresponsabile della truffa e sarebbe così stato eliminato. La mattina dopo, Ciro si reca presso la palestra del boss Valentin e lo mette al corrente di tutto. Il boss, pur accettando la realtà dei fatti, continua a difendere Mladen in quanto suo successore e, capendo di doversi sbarazzare di Ciro, per quanto a malincuore, fa cenno alla sua guardia del corpo di ucciderlo: Ciro, però, si aspettava la mossa, estrae a sua volta la pistola e li uccide entrambi. Quindi si reca nella villa di Mladen, lo sorprende mentre sta per immergersi nella vasca da bagno con la giovane prostituta albanese, uccide lui e le sue guardie del corpo e porta via con sé la ragazza. Dopo averle procurato dei documenti falsi, Ciro la riporta oltre confine in Albania affidandola ad un nuovo destino, regalandole dei soldi ed un cellulare e accarezzandola con un gesto paterno, prima di rimettersi in viaggio. l'Immortale si è deciso a tornare a Napoli dopo l'incontro avuto con Enzo.

## Il filo e la Moira
- Diretto da: Francesca Comencini

### Trama
È in corso il processo contro Scianel. Sua nuora Marinella deve confermare quanto aveva testimoniato al commissariato di polizia riguardo alla morte di Mario, l'autista suo amante ucciso per ordine di Scianel. La giovane però decide di accettare il denaro offertole da Patrizia, e non conferma in tribunale quanto aveva dichiarato. Scianel, con un sogghigno, si prepara ad essere liberata. Dopo il processo, Patrizia incontra Marinella in un bar e, come convenuto, paga il suo silenzio.
Nel frattempo, il carico che Genny aspettava è arrivato: Genny si organizza con Gegè per prenotare un posto in marina per la barca che lo trasporterà. Scianel si fa viva con Gennaro attraverso Patrizia. Il giovane Savastano va a parlare con la donna insieme a Capa 'e bomba e ’o Cardillo che non hanno dimenticato la morte dell'amico ’o Track (ucciso proprio per ordine di Scianel). Scianel vuole l'indipendenza, ma Genny le dice che le conviene rimanere con il clan dei Savastano. Le dice di potersi tenere la sua piazza di spaccio, devolvendo a lui solo il 30% dei guadagni a patto che rimanga insieme a loro. Ciro vive ora nella stanzetta di un hotel di Napoli. Si reca da Enzo proponendogli di vendergli la droga che non aveva preso in Bulgaria a causa della scoperta dei soldi falsi. Enzo, dopo aver comprato, propone a Ciro di unirsi a lui e al suo nuovo clan.
La barca approda in porto, ma a bordo gli uomini di Avitabile non trovano né il carico di droga né il giovane boss. Gennaro ha difatti fiutato il tradimento dall'atteggiamento di Gegè, e ha provveduto a ritirare personalmente il carico gettato da una barca in alto mare dentro dei fusti sigillati di plastica. Genny si reca poi da Gegè, e gli dice di aver scoperto del suo tradimento. Genny si fa riconsegnare l'orologio che Don Pietro gli aveva regalato per la laurea, e dopo esserselo posato sulle nocche lo uccide a pugni. Nel frattempo Avitabile ha un duro scontro con la figlia, dicendole di essere a conoscenza del fatto che ella stessa fosse d'accordo con Gennaro per fregarlo e minacciando di togliere al genero tutto ciò che si è preso, a cominciare da lei e il piccolo Pietro. Inoltre, dice ad Azzurra che se Genny oserà cercare nuovamente la sua famiglia lo ucciderà lui stesso.
Insieme a Capa 'e bomba e ’o Cardillo Genny si reca nel luogo dove deve avvenire lo scambio del carico coi soldi , pattuito con un boss della 'ndrangheta di vecchia conoscenza, ma a quel punto cade in un'imboscata tesagli dagli uomini di Avitabile, che uccidono i tre dei quattro capi dei Ragazzi del Vicolo e rapiscono Genny, brutalmente picchiato dagli uomini di Avitabile. Sopraggiunge quindi Don Avitabile, accompagnato dal boss della 'ndrangheta e dai Confederati (boss di Napoli centro): il suocero lo informa che le sue Alleanze sono ora infrante, che il suo fornitore di droga honduregno è stato ucciso e di avere denunciato in forma anonima le sue società (scoperte grazie alla soffiata di Gegè), per cui tutti i suoi fondi sono stati bloccati e non gli è rimasto più niente, infine minaccia di ucciderlo qualora dovesse tentare di rivedere moglie e figlio. Genny, gravemente ferito, viene abbandonato sotto le Vele di Scampia.
Nel frattempo Ciro, da solo nella sua stanza d'albergo, sente l'arrivo di un sms.

## Sangue Blu
- Diretto da: Francesca Comencini

### Trama
Enzo e Maria, la sua ragazza, sequestrano un tir che ha appena caricato della merce dal porto. Chiudono l’autista sul retro del mezzo, che poi guidano fino al loro deposito. Qui scaricano la merce, degli avvitatori a batteria a cui sostituiscono le targhette identificative, e poi portano il camion e l’autista in un posto isolato, dove liberano l'uomo facendosi promettere di non coinvolgerli nella denuncia del furto.
Dopo averlo contattato, Genny si reca da Ciro nella camera d'albergo dove alloggia. I due decidono di allearsi per riprendere il controllo di Scampia che è stato tolto ad entrambi. Mentre Enzo vende alcuni degli avvitatori sequestrati riceve la visita di Ciro. Sangue Blu porta l'amico nella sala principale di una chiesa sconsacrata dove lui e la sua banda hanno coltivato un'intera piantagione di marijuana. Ciro gli dice che non potrà crescere nel suo potere solamente con lo spaccio di una sostanza come quella, e inizia a proporgli un primo piano d'azione.
Ciro corrompe il funzionario di una banca di Napoli affinché gli riveli l'orario in cui verrà aperta la cassaforte. L'Immortale propone poi ad Enzo e ai suoi uomini un piano d'azione per entrare nella banca e uscirne verso un mercato popolare per non dare nell'occhio dopo la rapina. I criminali scavano un tunnel tra i muri sotterranei di un edificio abbandonato dove dispongono dei pannelli di lana di vetro per attutire i rumori. Giungono fino a delle tubature che conducono al punto d'arrivo dell'edificio dove si trova la banca. La mattina seguente Ciro, Enzo e gli uomini si recano presso il percorso tracciato, muniti di armi da fuoco e giubbotti antiproiettile, ed entrano nella banca al momento in cui la cassaforte viene aperta. Dopo aver condotto la rapina, gli uomini, toltisi gli abiti d’assalto, proseguono lungo i sotterranei ed escono indisturbati nel bel mezzo del mercato popolare.
Dopo la rapina, il gruppo si reca presso la chiesa adibita a serra. Qui, Ciro consiglia al gruppo di non spartirsi i soldi rubati e di usarli in investimenti, per poter crescere ancora di più. Enzo, dopo averci pensato per un attimo, consegna i soldi a Ciro, che ora è divenuto il suo mentore. Ciro consegna il malloppo a Genny, dicendogli che ora possono cominciare. Il giovane Savastano si reca in un ristorante cinese dove si incontra con Milan, un criminale croato, con cui la sua famiglia aveva già condotto affari molto prolifici. Con i soldi della rapina compra quindi una grossa partita di cocaina.
Enzo e Ciro ritirano il carico e si recano nella chiesa per tagliare la cocaina e preparare i pacchetti. Enzo vorrebbe tagliarla con proporzione 1 a 4, ma Ciro glielo vieta subito dicendo che per conquistare il mercato la taglieranno 1 a 2 e non la faranno pagare di più di quanto fa la concorrenza. Quella sera Enzo si reca in un bar dove incontra Valerio, soprannominato ’o Vucabulà a causa della sua attitudine nel preferire l'italiano al dialetto, e gli propone di estendere ai suoi giri di piccoli spacci la loro cocaina. Valerio accetta, e tra i due nasce un nuovo sodalizio.
Gli affari iniziano ad andare bene, ma Ciro cerca di placare fin da subito l'euforia di Enzo dicendogli che quando scenderanno in campo i Confederati dovranno farsi trovare pronti. Enzo vuole sapere se Ciro sia l'Immortale di Secondigliano, e nonostante Ciro dichiari che "quel Ciro è morto" intuisce che la risposta è una conferma. La mattina dopo, Enzo si reca a casa di sua sorella, Carmela, per prendere i soldi dei guadagni che ha nascosto da lei. Carmela sta aiutando il figlio Cosimo a fare i compiti, ma appena vede il fratello decide di parlargli. È preoccupata per il giro di spaccio che ha iniziato, e gli ricorda di essere andata avanti tutti quegli anni dopo la grazia che il boss Edoardo Arenella concesse alla loro madre. Ha paura che questa grazia possa essere compromessa dal nuovo giro di Enzo. Sangue Blu è adirato per il patto che la sua famiglia ha dovuto rispettare per tutto quel tempo, ed è deciso a porvi fine. Lasciando in malo modo la sorella, si reca con i suoi compagni verso la piazza di spaccio.

## Come nascere
- Diretto da: Francesca Comencini

### Trama
Genny entra in società con Gaetano Sanni, il direttore di una grossa lavanderia con debiti verso le banche. Genny e Ciro si recano da Branka, socia di Milan, dove acquistano della nuova droga. Genny si reca al centro direzionale di Napoli dove si incontra con Michele Casillo, il giovane sindaco a cui fece vincere le elezioni di Giugliano, ora candidato con il partito "L'Italia che avanza" alle prossime elezioni regionali. Genny gli dice di stare rilevando varie imprese in crisi per farle ripartire con nuovi operai. Ognuno degli operai con i propri familiari concederà il suo voto per Casillo, che poi restituirà a sua volta il favore concedendo alle imprese di Genny i vari appalti pubblici.
Le assunzioni in queste imprese al costo di 15 000 euro sono gestite da Nicola, uno dei ragazzi del Vico e vengono assunti solo in un giorno trentadue persone. Sanni, grazie ai contatti con le banche, consegna poi a Genny i nomi di altri imprenditori in crisi con cui fare affari. Tra di essi vi è una impresa di pompe funebri. Genny si reca al cimitero presso la cappella dedicata alla madre. Corrompe poi il custode del posto, affinché possano operare nel cimitero solo le pompe funebri da lui indicate, e un infermiere all'obitorio che dovrà avvisare Genny dell'arrivo di ogni nuovo cadavere.
Gennaro si incontra con Patrizia per rispettare il patto che avevano fatto. Le mostra un'azienda in cui vengono preparati i piatti per le mense scolastiche, chiusa dopo la scoperta di sostanze scadute utilizzate nella lavorazione. Il giovane Savastano concede a Patrizia il comando del posto, in cui presto l'attività comincerà nuovamente con l'arrivo di nuovi operai e tanto lavoro con gli appalti pubblici per le scuole e gli ospedali della Campania. Patrizia fa da tramite tra Genny e Scianel, dicendo alla donna che il giovane boss ha una nuova proposta per lei. Scianel però rifiuta, sapendo che a Genny è stato tolto tutto da Avitabile.
Sanni comunica a Genny che ha problemi di liquidità per poter saldare il debito con gli operai, avendo dovuto tenere le banche sotto controllo. Genny dice a Sanni di dare ai dipendenti quello che ha, e di farlo parlare con lui se qualcuno si lamenterà. Uno dei lavoratori, Lucio Calori, si lamenta dopo aver visto la paga minore, e inveisce contro Sanni e soprattutto contro Nicola che lo aveva assunto ed umiliato. Genny dice a Ciro che qualcuno si dovrà occupare di Calori, e vorrebbe che fosse Sangue Blu a farlo, in un suo ideale "battesimo". Ciro si reca quindi da Enzo e gli consegna un foglietto con il nome di Calori.
Sangue Blu si reca presso la piscina dove Calori assiste Giosuè, il figlio disabile. Nonostante sia restio a praticare l'omicidio, Enzo attende che Calori e il figlio Giosuè lascino la struttura, li segue per la strada e spara in testa all'uomo. Il ciclo camorristico si chiude con i figli di Calori che dovranno ricorrere ad un'agenzia funebre collusa con Genny. Con la promessa di un regalo, Genny riesce ad attirare a sé Scianel per poterle parlare. L'incontro avviene presso l'agenzia di pompe funebri che il giovane Savastano ha intenzione di lasciare alla Magliocca. Subito dopo, Genny presenta a Scianel i suoi nuovi alleati: Sangue Blu e i suoi uomini, presentati come "i loro cavalli di Troia", e il ben conosciuto Ciro Di Marzio. Scianel viene quindi coinvolta a fianco di Genny nella guerra che combatteranno per riprendere il potere che gli è stato tolto.

## Sangue del mio sangue
- Diretto da: Claudio Cupellini

### Trama
Genny è al porto e sta recuperando un carico in un container. Lo raggiunge Ciro, che è assolutamente soddisfatto: con tutta quella merce e col loro prezzo super vantaggioso non c'è concorrenza per nessuno. Genny, però, non è così ottimista, pensa già alla guerra, che è molto vicina allo scoppiare.
Il giorno dopo, Enzo, Ciro e gli altri membri del clan vanno a casa di un cliente di Valerio per concludere un affare. L'acquirente ha intenzione di spendere una bella cifra. Ad affare concluso, bisogna andare a recuperare la roba. Valerio, alla guida della sua auto sportiva, si unisce al gruppo. Ciro è preoccupato che la macchina possa dare troppo nell'occhio e attirare l'attenzione della polizia, ma il ragazzo lo rassicura: se non supera i 300 all'ora nessun poliziotto si mette neanche in testa di fermare una vettura di lusso come quella. Delle pattuglie si stanno avvicinando al magazzino. Valerio sale in macchina, sgomma, e si dà alla fuga, portandosi dietro la polizia, regalando così tempo prezioso a Enzo e agli altri. Alla fine Valerio viene fermato e arrestato, ma successivamente rilasciato.
Al covo, Sangue Blu e compagni recuperano la roba nascosta. Enzo decide che è arrivato il momento di spostare il "laboratorio" in un posto più comodo, precisamente un appartamento vicino a casa sua, iniziando la lavorazione della roba. Dopo aver tagliato e confezionato la cocaina, bisogna consegnarla alle persone che figurano nell'elenco preparato da Valerio. Si tratta di clienti di un certo livello, medici, avvocati e affini, e il metodo di consegna è molto semplice: dopo aver rubato dei motorini di piccola cilindrata, i ragazzi di Forcella consegnano i loro "stupefacenti" pacchi alla gente ricca della città fingendosi incaricati di un Pony Express.
Gli affari di Enzo e compagni vanno alla grande, ma le telecamere di sicurezza colgono qualcosa di sospetto. Una macchina passa un po' troppe volte davanti al loro nuovo covo. Sangue Blu e gli altri si incontrano con Valerio in una piazza, ed ecco di nuovo passare la stessa auto. Qualcuno li sta tenendo d'occhio: si tratta di ’o Sciarmante, uno dei Confederati. Ad ogni modo, ’o Sciarmante si incontra con gli altri Confederati per decidere che fare. ’o Crezi, impulsivo come sempre, vuole uccidere Sangue Blu, e suo fratello, ’o Diplomato, è d'accordo. ’o Stregone capisce che dietro Enzo c'è qualcuno a guidarlo, un pesce grosso, e bisogna capire di chi si tratta. ’o Stregone manda quindi ’o Sciarmante a parlare con Sangue Blu per carpire informazioni preziose.
Genny è a Roma e sta comprando un biglietto per il cinema. Si rivela essere una copertura per incontrare in segreto Azzurra. Lui le dice di stare tranquilla, che si sta rialzando, le dice di pensare solo a Pietro, perché lui è la cosa più importante in questo momento.
Enzo va a parlare con ’o Sciarmante. Il boss gli offre una zona tutta sua, molto importante e dove girano soldi veri, che suo padre non ha mai avuto. In cambio, Sangue Blu dovrà comprare la roba da loro e rivelare chi c'è dietro ai suoi movimenti. Enzo rifiuta l'offerta e il giorno dopo va a trovare Ciro dicendogli di aver rifiutato l'offerta dei Confederati, perché vuole rimanere sui propri passi e fedele a Ciro.
Ciro si incontra a Scampia con Genny per informarlo delle ultime novità e che Enzo ha deciso di stare dalla loro parte.

## Guerra aperta
- Diretto da: Claudio Cupellini

### Trama
Una bomba carta esplode in piena notte davanti alla saracinesca della pizzeria di Carmela. Sangue Blu ed il suo gruppo vengono avvisati e si recano sul luogo dell'accaduto. Ciro viene a sapere anch'egli dell'esplosione e convoca subito Enzo al deposito per la strategia da adottare in una guerra ormai aperta contro i Confederati. All'appuntamento, Enzo si dichiara pronto al conflitto ma Ciro predica cautela, di attaccare al momento opportuno, di obbedire ai suoi ordini, ed il gruppo di Sangue Blu deve avere un solo capo, ossia lui stesso. La cosa non piace ad ’a Golia ma Enzo ribadisce, metaforicamente parlando, che la ciurma deve avere un solo capitano, cosi da poter battere i Confederati. Dichiara inoltre di avere un piano da attuare contro di loro, e promette la vittoria qualora il comando del gruppo passi solo nelle sue mani.
Sangue Blu si reca da Patrizia per ricevere istruzioni da parte di Gennaro. La ragazza gli consegna un foglietto con un nome, Catenella. Patrizia si reca poi a Secondigliano, da Genny, il quale la manda da Scianel ad informarla della guerra ormai avviata contro i Confederati: Scianel è incaricata di investire i guadagni delle imprese di pompe funebri nell'acquisto di armi. Patrizia esegue ma nutre forti dubbi sul consenso della Magliocca. Genny vuol sapere una volta per tutte se la donna è dalla sua parte o meno, e Patrizia, recatasi da Scianel, ottiene il suo consenso.
Enzo e Valerio si dirigono dal contatto sul foglietto ricevuto da Patrizia la notte prima e gli offrono "il regalo" promesso in cambio di un favore. Enzo, Valerio, ’o Bellebuono e ’a Golia successivamente catturano Catenella che, per proteggere la propria famiglia, svela l'ubicazione dei depositi di armi appartenenti ai Confederati: l'Hotel Odeon a pochi passi dalla stazione, il cimitero situato a Chiaiano e la fabbrica di bandiere a Via Marina. Immediatamente dopo, Enzo lo fredda con tre colpi di pistola.
Sangue Blu si reca insieme a ’o Vucabulà da Ciro Di Marzio per ricevere nuove istruzioni: colpire la zona di ’o Crezi, poiché è un tipo che va subito in escandescenza, e non ha secondo Di Marzio abbastanza uomini da poter coprire tutta la sua zona. Inoltre Ciro offre ai ragazzi di Forcella le armi finanziate coi soldi di Scianel per poter passare all'attacco contro i Confederati. Nell'andare a prenderle, a Secondigliano, Enzo ha un faccia a faccia con Genny: terminata la faida, Forcella andrà a Sangue Blu e al suo clan. Genny acconsente a patto che Enzo non vada oltre la zona posta in palio. Di ritorno a Forcella, Maria, in auto con Valerio alla guida del veicolo che trasporta le armi dentro una bara, si raccomanda a lui per stare sempre in appoggio al suo uomo, qualunque cosa accada.
Il mattino seguente i ragazzi di Forcella rapinano un bar della zona di ’o Crezi, che viene subito informato e manda i suoi uomini a prendere le armi per potergli rispondere col fuoco. Suo fratello ’o Diplomato invita invano alla calma col sospetto che questi possano avere una strategia. Conoscendo dove sono situati i depositi, i ragazzi di Sangue Blu giungono nei luoghi prima degli uomini di ’o Crezi massacrandoli e appropriandosi delle loro armi. Infuriato, ’o Crezi propone di organizzare un esercito con l'aiuto dello Slavo e di Edoardo Arenella, ma ’o Diplomato ha altro in mente: non rispondere, far credere che hanno vinto i ragazzi di Forcella, e attaccarli al loro primo segno di rilassamento.
Mentre Enzo ed i suoi lasciano dei segni a suon di rivoltella nella zona dei Capaccio, Maria avverte il suo fidanzato di movimenti strani nella loro zona. Sangue Blu viene avvisato e manda Valerio in esplorazione. Questi però, come vede l'auto sospetta, spara agli uomini al suo interno, e mentre Enzo scappa con Valerio per fargli cambiare la camicia sporca di sangue, alcuni dei suoi amici si occupano di far sparire i cadaveri.
Intanto, a Secondigliano, Genny chiede un ulteriore sforzo economico a Scianel, ossia un trenta per cento dei suoi guadagni per vincere la guerra, in cambio della zona dei Capaccio con la restituzione del triplo di quanto prestato dalla Magliocca in caso di vittoria.
Tornato a casa Enzo ha un duro confronto con la sorella Carmela, la quale non si fida del mentore di suo fratello: Ciro Di Marzio. Valerio invece si confronta col padre che lo invita a proseguire gli studi universitari. ’o Diplomato è infuriato per la perdita dei suoi uomini mandati in esplorazione, e il fratello propone due soluzioni: eliminarli o farli lavorare con loro. Valerio si fa tatuare come segno di amicizia su un braccio lo stesso simbolo delle tre croci che possiede Sangue Blu sul collo.

## Giuda!
- Diretto da: Claudio Cupellini

### Trama
Ciro Di Marzio si reca da ’o Stregone per cercare un armistizio dopo gli ultimi eventi. Il vecchio boss dei Confederati, una volta visto il vero volto di chi guida Sangue Blu ed i suoi amici, acconsente alla cessione di Forcella a questi ultimi, con riluttanza di Edoardo Arenella, al quale propone a sua volta la spartizione della zona della Maddalena con lui. ’o Sciarmant accetta malvolentieri, ma deve in quanto non ci sono alternative: fare una guerra aperta ai giovani di Forcella costerebbe di più.
Enzo dichiara ai suoi la conquista del territorio tanto ambito in passato, ma Ronni è titubante, dicendo che in questo modo sono entrati dentro il Sistema da loro tanto odiato. Dopo i festeggiamenti serali, e un abbraccio di Sangue Blu a Ciro come segno di riconoscenza, la sorella Carmela si complimenta con il fratello ma lo allerta di guardarsi bene da chiunque, amici di sempre compresi, poiché i tempi son cambiati rispetto al loro nonno Santo. Le regole e i codici di comportamento di allora non esistono più. Inoltre pretende la garanzia che Sangue blu tenga Cosimo fuori dal Sistema e dai suoi affari. Sangue Blu le garantisce che non lo avrebbe mai immischiato in alcun modo e che chi avesse cercato di coinvolgerlo avrebbe poi dovuto vedersela con lui.
Il mattino seguente Carmela, dopo essersi confrontata con il figlio amareggiato per non essere stato ammesso dentro il Sistema, esce alla ricerca di un vestito da indossare in serata per i festeggiamenti del fratello. Mentre si trova in un camerino a provare l’abito viene uccisa sotto ordine di Genny, mentre è al telefono con Cosimo, che così assiste in diretta all’omicidio della madre.
Parte subito la caccia al colpevole con Sangue Blu che prende di mira ’o Sciarmant in quanto vistosi sottrarre quella che un tempo era la sua zona di spaccio. Ciro si reca prima da ’o Stregone che a sua volta rivela la propria estraneità ai fatti e l'impegno a cercare un colpevole tra i suoi affiliati, e successivamente da Enzo promettendogli vendetta per quanto accaduto alla sorella.
Ciro ha un duro confronto con Genny, poiché intuisce la sua colpevolezza sull'omicidio di Carmela: non potendo essere stati i Confederati in quanto avevano appena stabilito una tregua con i giovani di Forcella, non potevano esser stati altro che Gennaro. La sua strategia era di far rivoltare Sangue Blu contro i Confederati e l'unico modo era uccidergli la sorella facendogli credere di esser stati loro i colpevoli e vendicarsi su di loro, senza metterci la faccia di persona. Ciro gli rimprovera di non averlo avvisato ma Genny risponde che non aveva più tempo da perdere con la fretta di riprendersi indietro la sua famiglia. Gli chiede inoltre da che parte sta il suo amico, dalla sua, o quella di Enzo. Ciro gli ribadisce che la sua scelta di lealtà a Genny l'ha già fatta prima che iniziasse la guerra ai Confederati e che non ha alcuna intenzione di cambiare idea.
Ai funerali di Carmela, Sangue Blu viene a sapere che l’indomani la nipote di Arenella avrebbe festeggiato la Comunione a Marechiaro. Si reca sul luogo con Valerio per un agguato a quest'ultimo che però fallisce, con Enzo che viene ferito gravemente ad un occhio. Valerio batte in ritirata e dopo averlo portato al pronto soccorso insieme a Ciro, viene rimproverato da questi per non averlo messo al corrente della bravata.
Sfuggito all'attentato, Edoardo Arenella riceve in serata una visita a sorpresa da Scianel, che gli rivela che dietro a Ciro c'è Genny Savastano. I due così tramano un accordo per eliminare Genny, per vendicare una volta e per tutte la morte del figlio e del fratello.

## La creatura
- Diretto da: Francesca Comencini

### Trama
Giuseppe Avitabile sequestra il piccolo Pietro davanti agli occhi della figlia e lo consegna ai Confederati. Azzurra avvisa il marito via telefono dell'accaduto. Genny chiama Patrizia e si attiva per riprendersi il figlio e riportarlo dalla madre. Patrizia si reca dai Confederati per scendere ad accordi al fine di far ritornare il piccolo Pietro.
Genny si reca con Ciro da un ancora convalescente Enzo per spiegargli le condizioni poste dai Confederati per liberare il bambino: Sangue Blu ed i suoi amici si terranno Forcella ma d’ora in avanti prenderanno la cocaina dai fratelli Capaccio, ai quali dovranno anche  versare il quaranta per cento dei ricavi. Valerio e Maria sono in totale disaccordo, ma Genny non vuol sentir opinioni contrarie ai suoi ordini: ha fretta di riprendersi suo figlio.
Valerio e Maria si recano dal resto del gruppo spiegando loro i nuovi accordi: ’o Vucabulà fa un discorso agli amici dicendo che al momento faranno come pattuito con Ciro e Genny, con l'intenzione futura di riprendere il loro cammino in maniera indipendente anche senza di loro. Si dirigono poi dai Capaccio, e una volta ricevuta la merce i due fratelli comunicano loro un'altra intenzione non prevista nei patti presi con Patrizia: le riscossioni verranno fatte sotto gli occhi dei loro uomini per evitare fregature.
Nel frattempo continuano le trattative tra Scianel e ’o Sciarmant per mettere definitivamente al tappeto Genny. In tarda serata sopraggiungono ’o Stregone e i due fratelli Capaccio e la Magliocca mostra loro la carta vincente che li porterà alla vittoria, ossia Patrizia. Secondo la donna Genny è troppo stupido per non accorgersi di un eventuale voltafaccia della ragazza, fidandosi parecchio di lei. I Confederati pongono un’ulteriore condizione per liberare Pietro: chiedono attraverso Patrizia un risarcimento da Genny di tre milioni di euro per quanto hanno perso da quando ha iniziato a piazzare la sua droga nelle loro piazze.
Azzurra preme il padre per sapere novità sulla situazione di suo figlio, dicendogli che lo ammazzerà se il bambino non tornerà a casa.
I ragazzi di Forcella vengono visionati puntualmente dagli uomini dei Capaccio per le riscossioni e si lamentano della scarsa qualità della loro cocaina. Uno di loro, il Cantonese, ipotizza una totale perdita del loro mercato nel giro di una settimana. Questi poi ha in mente con Ronni di piazzare un po' di cocaina senza essere visionati dagli uomini dei due fratelli, che però se ne accorgono attraverso i loro affiliati.
Patrizia si reca con i soldi di Genny dai Confederati, ma per loro il risarcimento non è ancora sufficiente per la restituzione del piccolo Pietro: i Capaccio pretendono da Ciro e lo stesso Genny una punizione esemplare da infliggere a Ronni ed al Cantonese. Ciro e Genny si recano da Enzo che si assume tutte le responsabilità per quanto successo allo scopo di non avere ritorsioni anche da parte del resto del suo gruppo. Ciro capisce che questo è l'intento dei Capaccio per poterli sconfiggere e dovranno assecondarli.
Genny fa massacrare di botte Ronni e il Cantonese, ma per i Capaccio non basta: vanno eliminati. Genny si fa allora passare una pistola da Ciro e spara ai due. Poi intima a ’o Stregone tramite i due fratelli che suo figlio deve tornare a casa. Quando i Capaccio e Genny si allontanano, Sangue Blu e Valerio, presenti all'esecuzione, ripescano i corpi dei loro amici ancora vivi. I due si tolgono i giubbotti antiproiettile che avevano indosso all'insaputa dei Capaccio, ma Ciro li avverte che in caso di un altro errore da parte loro, dovranno fare i conti con lui.
E mentre ’o Stregone dà il via libera alla restituzione del piccolo Pietro alla sua legittima famiglia, Patrizia e Scianel fanno un brindisi ad una loro futura conquista di Secondigliano.

## Fede
- Diretto da: Francesca Comencini

### Trama
Alcuni giovani camorristi stanno eseguendo una rapina in una gioielleria a volto scoperto. Genny è convinto di non essere riuscito a riavere la sua famiglia, Ciro tuttavia lo rassicura dicendogli che hanno ancora un esercito a disposizione. Avitabile si incontra in una cripta con i Confederati, Scianel e Patrizia. I Confederati gli propongono uno scambio: lui restituirà Azzurra e il piccolo Pietro a Genny in cambio di Enzo Sangue Blu e Ciro. Avitabile inizialmente è contrario allo scambio, ma ascoltando i pareri seppur non concordi dei Confederati, accetta (lo scambio in realtà è un agguato per uccidere Genny).
Quest'ultimo nel frattempo con l'aiuto dei Ragazzi del Vicolo, prende possesso di un'azienda chiamata Privipol, un istituto di vigilanza privata. Patrizia informa Genny dello scambio, e contemporaneamente informa Scianel che quest'ultimo vuole incontrarla per proporle di entrare in affari con lui, esclusivamente a Secondigliano. Scianel rifiuta, convinta che Genny sia un incapace, tuttavia entra in quella società solo per il suo personale profitto.
Prima dello scambio Valerio si reca da Enzo dicendogli che è contrario che quest'ultimo si consegni per il piccolo Pietro, temendo che un giorno possano venir imbrogliati dal padre, ossia Genny, per il controllo delle loro zone. Sangue Blu ribadisce dicendogli che tutto quel che sta facendo è solo per il loro interesse, con Genny necessario per motivi di affari: per dove sono arrivati sinora, il giovane boss di Forcella sostiene che non possono più tornare quelli che erano prima di conoscere Ciro Di Marzio. Valerio promette vendetta nel caso dovesse succedere qualcosa all'amico.
Azzurra alloggia con il piccolo Pietro nella sua vecchia casa d'infanzia. Genny incontra Ciro per prepararsi (insieme a Sangue Blu) all'imminente guerra. Si raccomanda a Patrizia di dedicarsi a moglie e figlio in caso di morte. La ragazza sale poi in macchina con ’o Sciarmant e si recano a prendere Azzurra e il piccolo che salgono anche loro in macchina (solo con Patrizia).
Una volta giunti sul posto dello scambio, Genny informa ’o Sciarmant della posizione di Ciro e Sangue Blu, ovvero una fabbrica di ceramiche dopo il cavalcavia di San Giovanni a Teduccio e manda suo fratello con i suoi soldati per ammazzarli. Appena arrivati sul posto trovano solo Sangue Blu che li fa accerchiare dai suoi uomini, che a loro volta uccidono il fratello di ’o Sciarmant e catturano i suoi soldati. Enzo dichiara che da quell'istante prenderà pieno possesso della zona di ’o Sciarmant dando da vivere anche ai suoi uomini. Inoltre obbliga ad uno degli uomini di Arenella ancora vivi di telefonargli e di riferire che hanno eliminato sia Ciro che lo stesso Sangue Blu ma pure che suo fratello ha perso la vita.
’o Sciarmant viene informato del ritorno dei suoi uomini e si dà appuntamento con loro in un vicolo di Forcella, ma perde la vita crivellato da proiettili per via di ‘o Pop.
Avitabile lascia libera sua figlia e suo nipote e si congeda; Genny corre per riabbracciarli ma Tommaso Natale, l'uomo più fidato di Avitabile è nascosto con un fucile di precisione dentro un piccolo casolare di legno a pochi metri dal mare, dove Genny sta correndo per riabbracciare la sua famiglia, per poterli uccidere. Patrizia, già recatasi prima sul luogo, lo elimina sparandogli alla schiena e salva i tre che possono finalmente dopo molto tempo ricongiungersi.
Mentre l'auto di Don Avitabile è sulla via del ritorno verso casa, una potente esplosione scaraventa in aria l'auto del suocero di Genny, che muore sul colpo. Esce allo scoperto Ciro Di Marzio con un telecomando in mano, rivelandosi quindi l'autore dell'agguato. Ritrovata la sua famiglia Genny presenta alla moglie il suo amico fraterno Ciro.

## Per sempre
- Diretto da: Francesca Comencini

### Trama
I Confederati convocano a sorpresa Scianel in una cripta delle Case Celesti e ’o Stregone nega apertamente il suo appoggio a quest'ultima dicendo che la guerra che Scianel vorrebbe mettere in atto non gioverebbe affatto a loro e il suo "jolly", cioè Patrizia, è passata nel frattempo dalla loro parte. I Confederati uccidono il guardaspalle di Scianel, Domenico, e abbandonano l'atrio dopo aver consegnato a Patrizia una pistola. Patrizia, lasciata sola con Scianel, può finalmente gettare la maschera. Rinfacciandole tutto il suo odio per i soprusi subiti da Marinella, le rivela di essere stata lei insieme a Genny a far uccidere suo figlio e a convincere Marinella ad agire contro di lei. Patrizia uccide quindi Scianel con due colpi di pistola ed esce.
Genny afferma che lui e Ciro sono ormai ad un passo dalla vittoria e dalla conquista di Napoli. Ciro tuttavia lo invita (come successivamente Sangue Blu, anche se quest'ultimo è leggermente riluttante) a trattare pacificamente con i Confederati per evitare delle pericolose problematiche. Una vittoria sì, ma senza sangue. Capisce inoltre che l'intento di Genny non è stato tanto quello di riprendersi la sua famiglia, quanto quella di prendersi tutta la zona di Napoli centro e di avere un impero più grande di quello che aveva suo padre. Genny viene dunque esortato a fermarsi e a pensare solo al bene della sua famiglia. Lo stesso consiglio gli arriva anche dalla moglie Azzurra, pensiero che già aveva quando era nel luogo dello scambio col piccolo Pietro. Nel caso Genny voglia continuare, Azzurra è pronta a lasciarlo.
Il giorno seguente Ciro tratta l'armistizio con ’o Stregone e poi si reca da Sangue Blu a Forcella. A quest'ultimo non basta più quanto conquistato sinora e per le ultime vicende che ha dovuto subire, perdita della sorella compresa, pretende la zona di ’o Sciarmant e le teste di ’o Stregone e i Capaccio. Ciro lo invita alla calma, come con Genny, e acconsente alla proposta di prendersi le zone di Arenella, ma da spartirsi in due. Enzo si offre di accompagnare il suo mentore all'incontro che verrà per le trattative di pace. Tuttavia Valerio teme un colpo basso da parte di Genny e tiene Sangue Blu in allerta.
Nell'incontro che segue ognuno delle due fazioni mette a disposizione un ostaggio in garanzia, per evitare complicazioni: Enzo consegna Maria, tranquillizzandola, ai Confederati. Questi invece consegnano ’o Diplomato ai giovani di Forcella. Poi avvengono ufficialmente le trattative e ’o Stregone assegna esclusivamente Forcella a Sangue Blu. Quest'ultimo dovrà poi dividersi con Genny tutto ciò che apparteneva a ’o Sciarmant. In cambio Genny si impegna a vendere la cocaina che verrà poi rivenduta successivamente nelle piazze a prezzi concordati, per evitare concorrenze tra le fazioni.
Successivamente nella notte Ciro (che dapprima si reca sulla tomba di Deborah e Maria Rita) e Genny, sono invitati da Sangue Blu a una festa per celebrare la loro vittoria. Contemporaneamente i fratelli Capaccio si recano da ’o Stregone e lo uccidono sbattendogli ripetutamente il volto su un tavolo di marmo.
Durante i festeggiamenti su uno yacht, Sangue Blu rivela il suo aperto disprezzo verso Genny, minacciando di ucciderlo. Ciro interviene e decide di sacrificarsi per Genny, affermando di essere lui il vero problema, ovvero di essere un uomo che avendo perso tutto, era arrivato a compiere i gesti più imprevedibili, confessando di essere lui il mandante dell'assassinio di Carmela (in realtà è stato Genny a farla uccidere). Sangue Blu a questo punto consegna una pistola a Genny per uccidere Ciro. Genny seppur a malincuore spara un colpo nel petto di Ciro, che viene gettato in mare.